# Sérifos
Sérifos ou Sérifo (em grego:  Σέριφος) é uma ilha grega do arquipélago das Cíclades, no Mar Egeu.

Administrativamente é uma municipalidade da unidade regional de Milos.
O ponto mais alto da ilha é o Monte Tourlos com 585 m.
A localidade mais importante é Sérifos, e o porto principal é Livadi.

## Mitologia
Na mitologia grega, a ilha foi colonizada por Polidecto e seu irmão Díctis, filhos de Magnes. É a esta ilha que o caixão com Dânae e Perseu vai parar, sendo recolhido por Díctis.

## Ligações externas

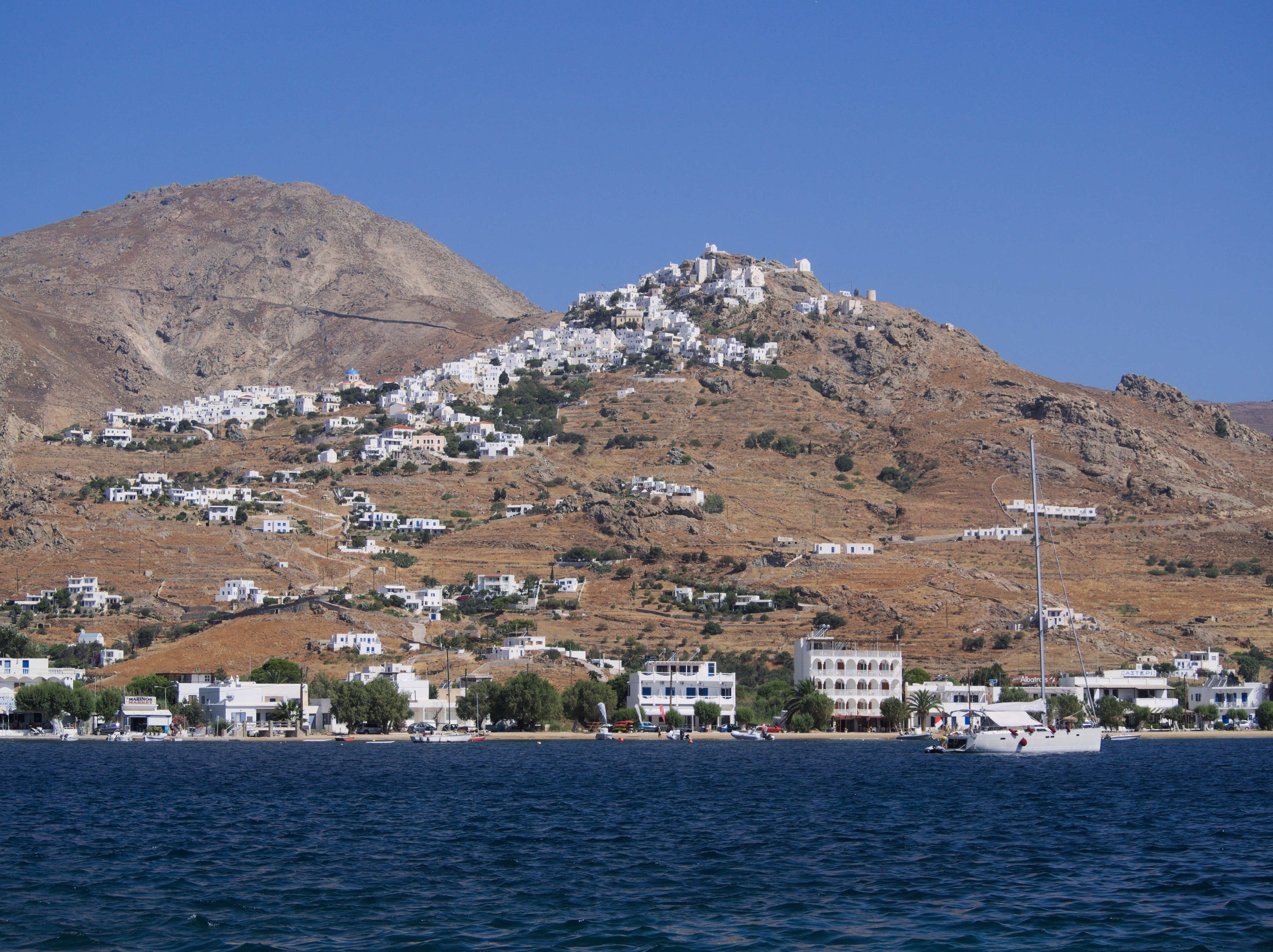
Sérifos, cidade principal da ilha de Sérifos